# Merichi
Merichi (in dialetto locale E' Meriche) è un rione di Nocera Inferiore. Costituisce insieme alla località di Cicalesi il quartiere Cicalesi - Merichi.

## Geografia
A sud est rispetto all'attuale città, Merichi si sviluppa da una propaggine del rione di Liporta e si estende per una discreta area rurale, confinando con Cicalesi.
È toccata dall'Alveo comune nocerino.

## Storia

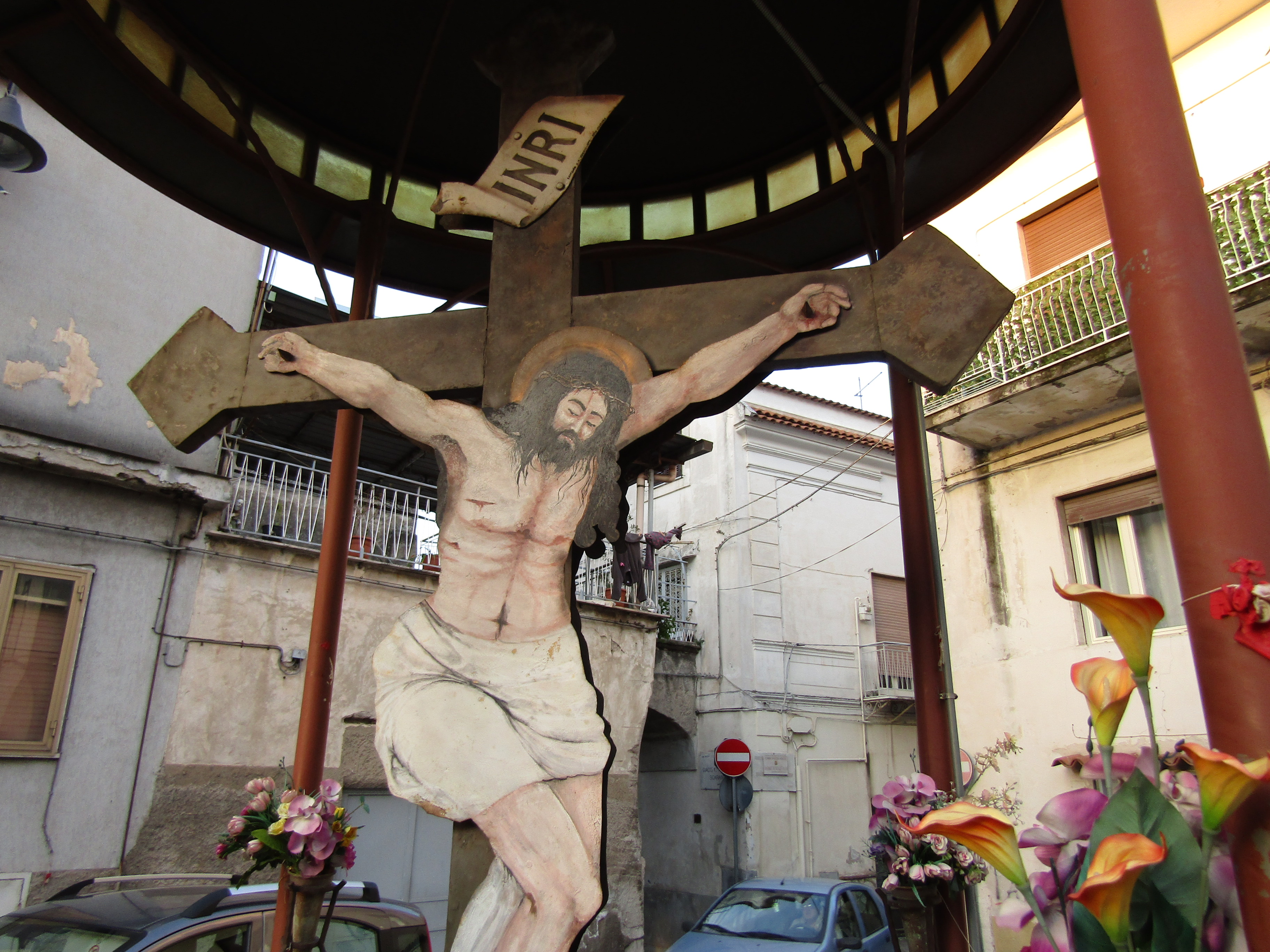
Il crocefisso ligneo del XVII secolo

Il primo insediamento in quest'area fu creato dai discendenti del primo Conte di Nocera Dauferio Balbo, i quali costruirono la contrada dello Biscido o Biscito, locata tra il feudo del Drago (l'odierna Sarno) e quella di Padula. Dal nome del locus, la famiglia dei conti assumerà poi il cognome di Viscido.
In seguito, un piccolo abitato si sviluppò verso il Monastero di Sant'Anna.
Dal 1547 storia di Merichi, almeno inizialmente, è legata alle sorti dell'Università di San Matteo: era infatti l'area rurale dell'università, a stretto contatto con quella di Nocera Sperandei, dopo la scissione dal Corpo di Nocera che portò alla nascita delle due nuove università. 
Una pestilenza nel XVII secolo colpì la città, in diverse università furono fatti dei vari tributi (come il crocefisso a Piedimonte o l'edificio di San Rocco al Casale del Pozzo) ed anche Merichi innalzò un crocefisso ligneo al centro dell'abitato. Il tributo è ancora oggi visibile.
Dal 1806 al 1834 fece parte del comune di Nocera Corpo, dal 1851 è parte di Nocera Inferiore.
Legata a Merichi fu la famiglia Calenda di Tavani. 
Nel dopoguerra, insieme alla vicina Cicalesi ha vissuto un'importante epoca economica ed industriale, con la costruzione di nuove industrie e nuclei abitativi.

## Chiesa della Madonna di Costantinopoli

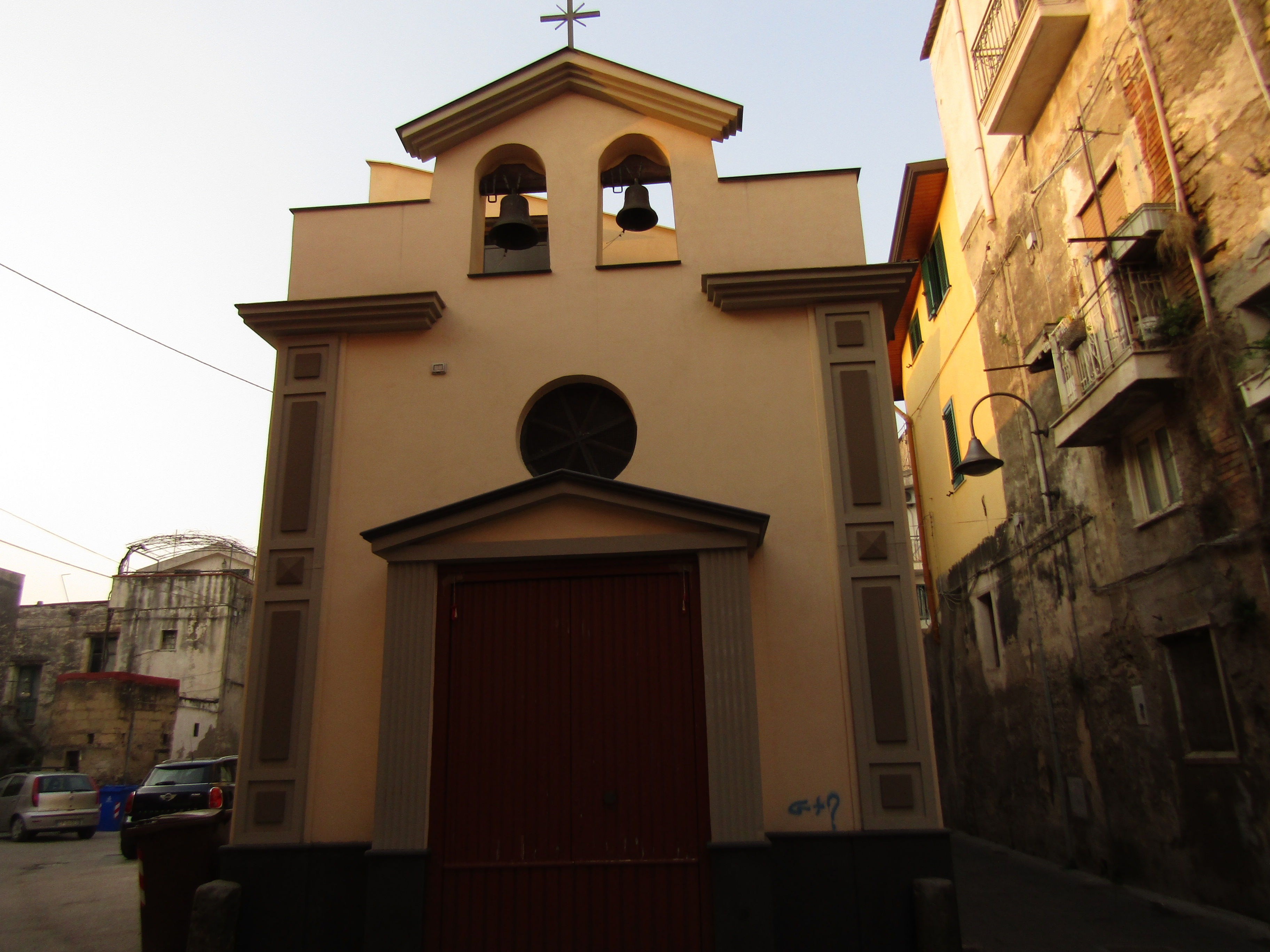
Facciata della chiesa

Struttura di antica origine (risalirebbe a fine XV secolo), è omonima alla cappella della vicina Liporta, curata dagli abitanti del piccolo casale, è pertinenza della parrocchia di San Giovanni Battista di Cicalesi.
La festività venerativa è congiunta con quella di Liporta.

## Cultura
Legati alla cultura del villaggio sono le festività per la Madonna di Costantinopoli a Liporta e san Giovanni Battista a Cicalesi, al quale è strettamente legato.